# Алмазар (станция метро)
«Алмазар» (узб. Olmazor) — станция Ташкентского метрополитена.
Пущена в эксплуатацию 6 ноября 1977 года в составе первого участка Чиланзарской линии «Сабир Рахимов» — «Октябрьской Революции» (до 26 декабря 2020 года была конечной).
Расположена между станциями «Чоштепа» и «Чиланзар».

## История
До 5 ноября 2010 года называлась «Сабира Рахимова» в честь Героя Советского Союза генерал-майора Сабира Рахимова.
«Алмазар» переводится как «Яблоневый сад».

## Характеристика
Станция колонная, трёхпролётная, мелкого заложения с двумя подземными вестибюлями.

## Оформление
Стены пешеходных сходов, колонны вестибюлей, путевые стены платформы облицованы светлым газганским мрамором.
Квадратные колонны платформенного зала, облицованные белым нуратинским мрамором, поддерживают белый ребристый потолок.
Декоративное оформление карнизов, светильников, скрытых между рёбрами плит с национальными деталями, дополняют тематику горельефов на шести пилонах из красного емельяновского гранита, расположенных в центре платформы.
В рельефном декоре темы Победы и героики Великой Отечественной войны, образ генерал-майора Сабира Рахимова. На одном из панно горельеф Сабира Рахимова (художники В. Жмакин, О. Хабибулин, В. Логинов).